# 古村大介
古村 大介（ふるむら だいすけ、1985年3月1日 - ）は、日本のギタリストであり、NICO Touches the Wallsのギター担当。血液型はB型。愛称は『古くん』ガンジー。千葉県出身。

## 来歴
2004年、NICO Touches the Walls結成。
2015年11月13日 スタジオの扉に挟まれ、右手首を骨折。そのため、同年12月23日にバンドの単独公演が延期となった。
2019年11月15日、バンドの公式サイトにて NICO Touches the Wallsを「終了」する旨を発表。

## 人物
北海道函館市生まれ。兄と姉がいる。小学3年生の時、千葉県に転居。高校時代は陸上部に所属したが、それは短期間であった。その後軽音楽部に所属。
焼肉屋で好きな一品はユッケである。
高校入学後からギターを始め、所有しているギターは高校生の時の春休みと夏休みにバイトをたくさんやり、なおかつ今までちょっとずつ溜めて持っていた機材を売りお金を貯めて購入したものもある。ギブソン・レスポールをマーシャルのアンプに繋いで、フルテンで弾くような事が苦手である。主にギターはエレクトリック・ギターを使用している。
NICO Touches the Wallsの一部の楽曲を作詞・作曲をしている。アルバム『Shout to the Walls!』に収録されている「アルペジオ」は古村が作詞している。10代のときの友達が結婚したということから、その友達のために書いた曲である。
芸能界での交友関係が広く、俳優の桐山漣や古川雄輝とは、自らの誕生日会に呼ぶほど仲が良い。

## 作品

### 映像作品
- NICO Touches the Walls LIVE SPECIAL 2016 "渦と渦 ~西の渦~"

ボーナスディスクの編集を行い。2015年11月25日に発行された「古村新聞」を随筆。その復刻版を封入。

## 使用機材

### ギター
- フェンダー・ストラトキャスター

ライブでは2013年まで主に使用。
- フェンダー・テレキャスター
- ギブソン・フライングV
- ギブソン・レスポール

2014年から使用。

### アンプ
- MATCHLESS DC-30